# Вітчизняний фронт

Прапор «Вітчизняного фронту»

Вітчизняний фронт (нім. Vaterländische Front, VF) — ультраправа австрофашистська політична партія, заснована 1933 року Енгельбертом Дольфусом для збору всіх «лояльних австрійців» під одним прапором. Після заборони усіх інших політичних партій Вітчизняний фронт займав монополістичне становище в австрійській політиці.
Незважаючи на зусилля Дольфуса, Вітчизняний фронт так і не став масовим понадпартнійним рухом, а залишився правою партією. До кінця 1937 року її членами були близько 3 млн осіб (населення Австрії на той час — 6,5 млн осіб); вона не змогла заручитись підтримкою своїх політичних опонентів (з лав соціал-демократичної партії Австрії та нацистської партії). Партія була заборонена після аншлюсу (приєднання Австрії до Німеччини) в березні 1938 року.